# Josef Kriehuber
Pour les articles homonymes, voir Kriehuber.
Josef Kriehuber (né le 14 décembre 1800 à Vienne et mort le 30 mai 1876 dans la même ville) est un peintre et lithographe autrichien.

## Biographie
Josef Kriehuber est né le 14 décembre 1800 à Vienne. Il est le fils d'un tenancier de restaurant amateur de peinture. Après avoir appris le métier à l'Académie des Beaux-Arts, il trouve un emploi de professeur de peinture pour les enfants du prince Eustache Sanguszko au château de Slavuta (Volhynie) en Russie de 1818 jusqu'à 1821. 
Il termine son apprentissage à son retour à Vienne en 1824/1825. Il montre un certain intérêt pour la lithographie avant de se consacrer entièrement aux portraits. À l'époque du Biedermeier, il produira pas moins de trois mille lithographies tout au long de sa carrière et quelque deux cents tableaux (portraits et paysages). La liste de ses clients embrasse à peu près toute la vie culturelle et sociale viennoise : les membres de la famille impériale et l'aristocratie, les musiciens, peintres, écrivains, acteurs et professeurs.
Il se marie le 1er février 1827 avec Marie Fostern, qui lui donne deux fils, Friedrich (1834-1871) et Josef Franz (1839-1905), qui seront tous deux peintres. Il devient membre de l'Académie des Beaux-Arts en 1866. Il termine sa carrière comme professeur de dessin à l'Académie Thérésienne entre 1867 et 1871.

## Lithographies

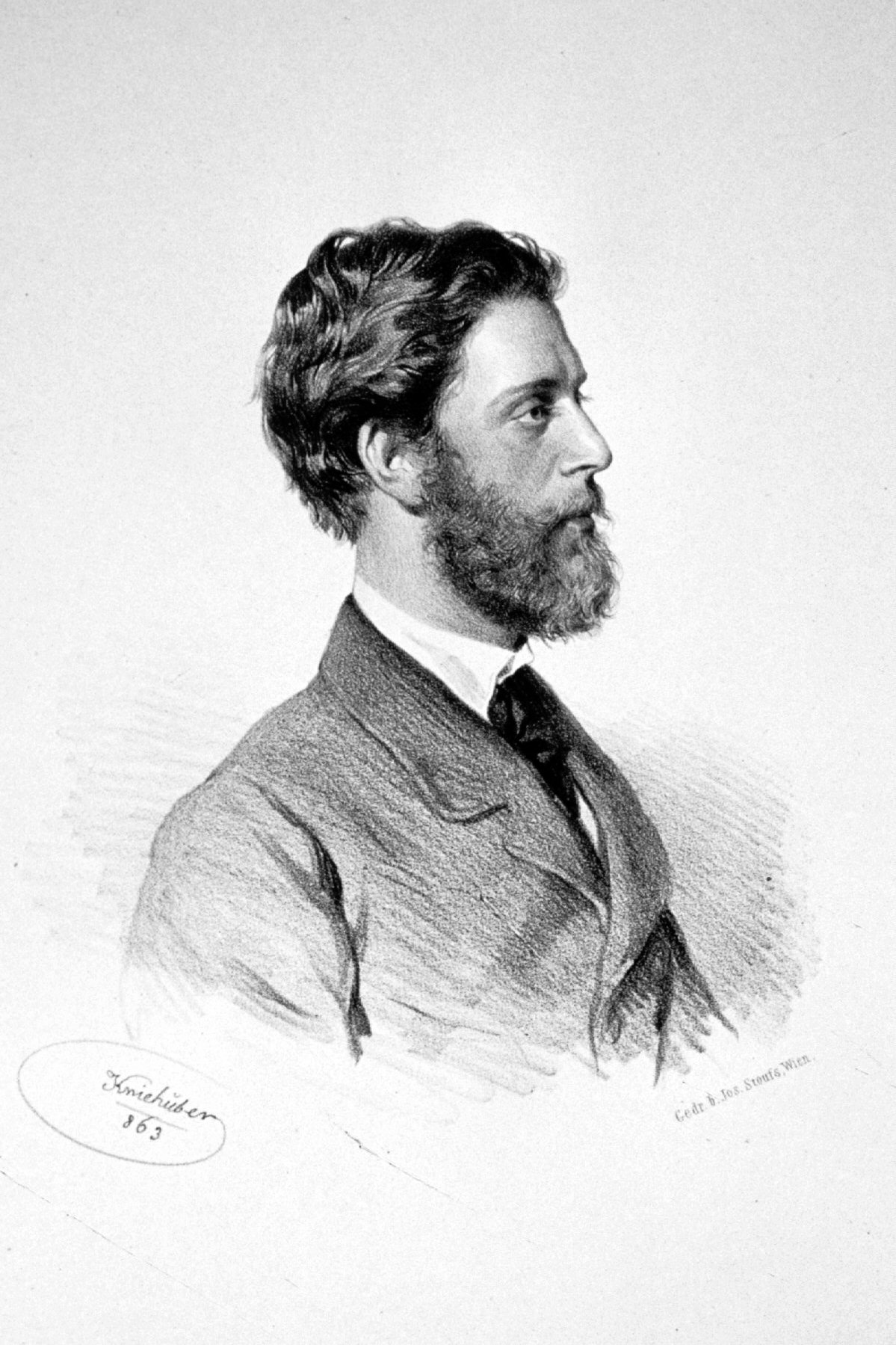
Le peintre Ludwig Passini (1863)
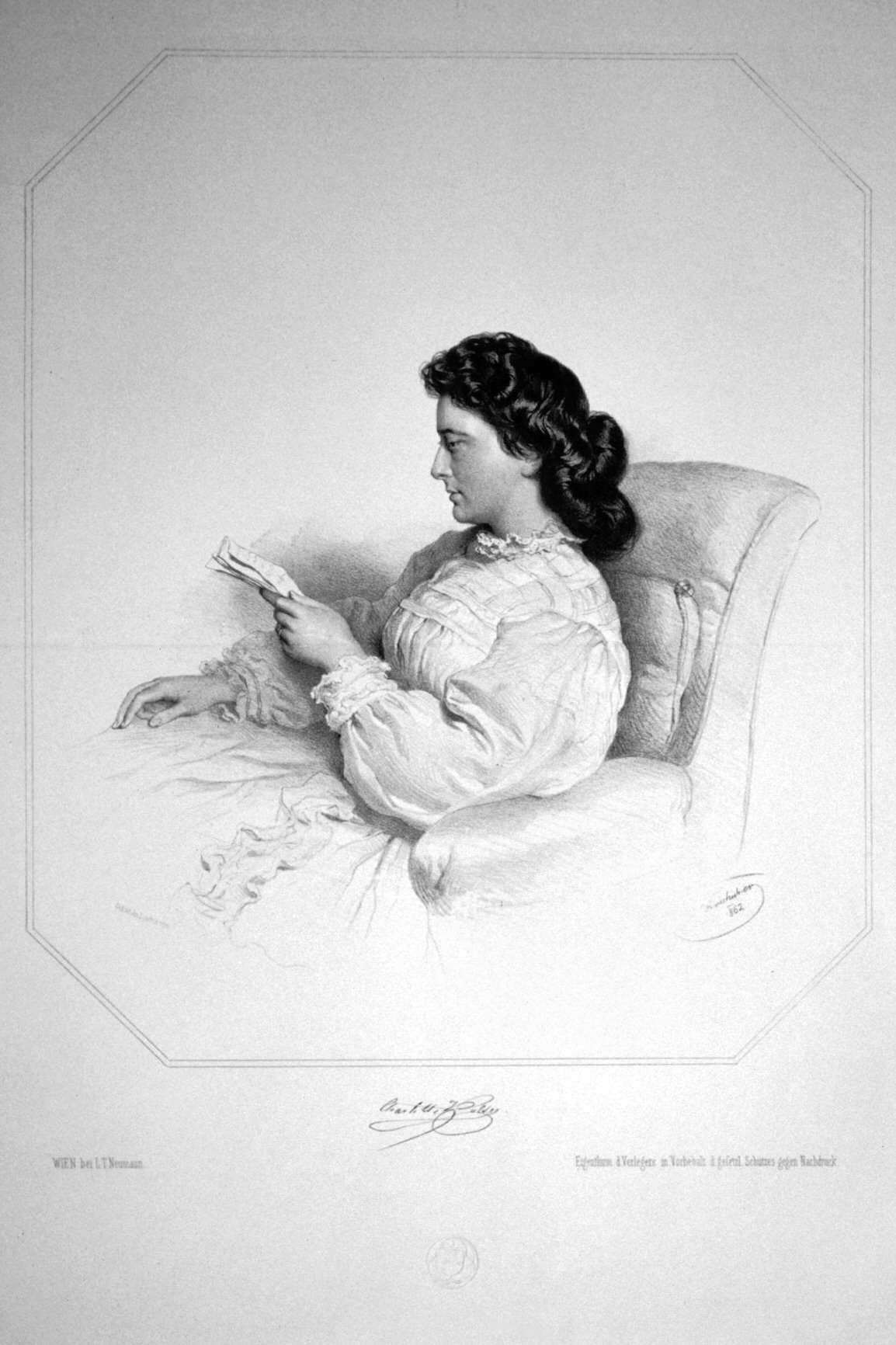
L'actrice Charlotte Wolter
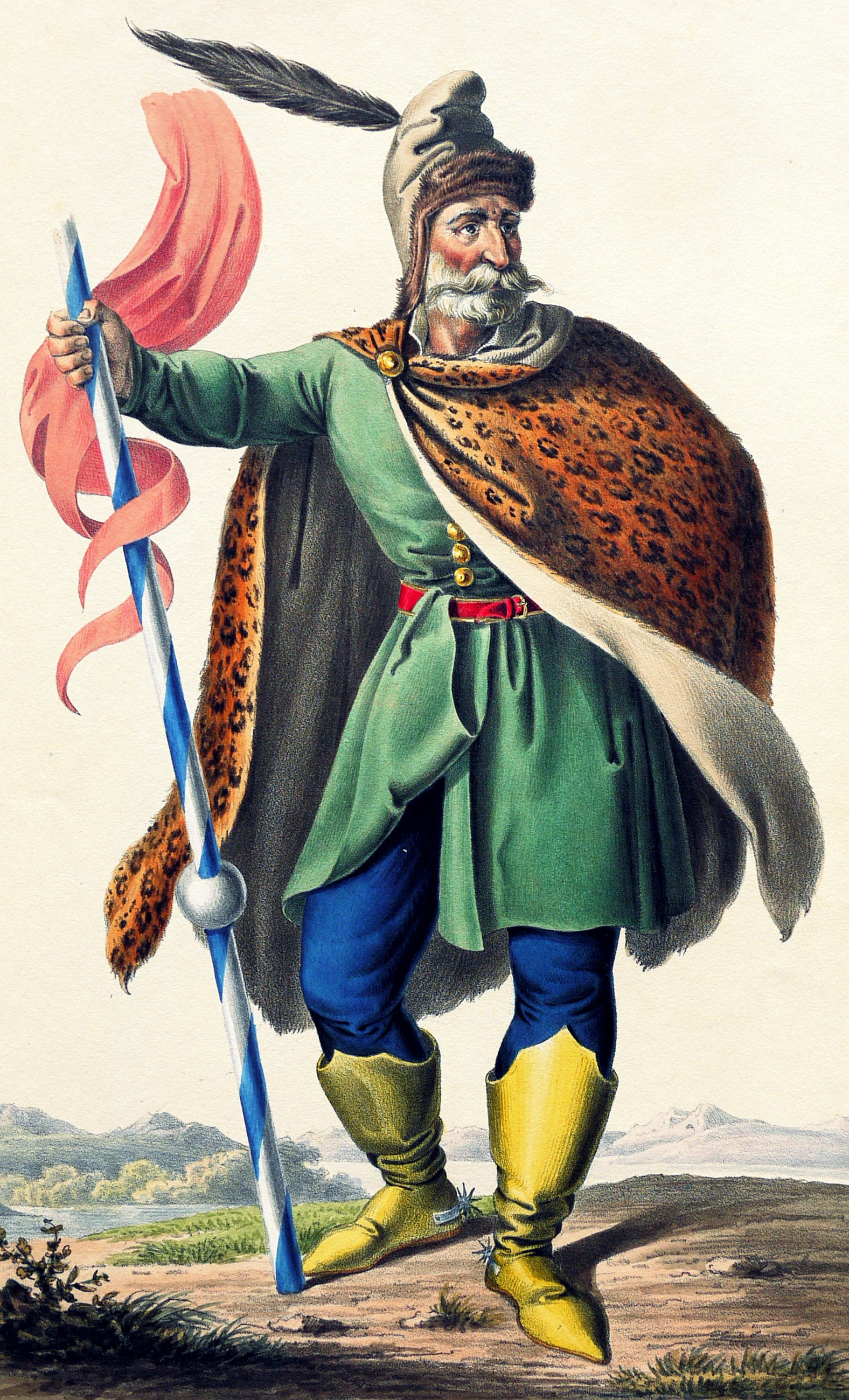
Mihály Árpád, prince magyar